# Felkészülés meghatározatlan ideig tartó együttlétre
Pour plus de détails, voir Fiche technique et Distribution.
Felkészülés meghatározatlan ideig tartó együttlétre (litt. « Se préparer à une cohabitation pour un temps indéterminé ») est un  film dramatique hongrois écrit et réalisé par Lili Horvát et sorti en 2020.
Le film a été sélectionné comme candidature hongroise pour le meilleur long métrage international aux 93e Oscars, mais il n'a pas été nommé.

## Synopsis
Une neuropsychologue quitte sa vie aux États-Unis pour revenir dans son pays natal, à Budapest, après être tombé amoureuse d'un autre neuropsychologue hongrois, mais celui-ci affirme ne jamais l'avoir rencontrée auparavant.

## Fiche technique
- Titre original : Felkészülés meghatározatlan ideig tartó együttlétre  (litt. « Se préparer à une cohabitation pour un temps indéterminé »)
- Réalisation : Lili Horvát
- Scénario : Lili Horvát
- Photographie : Károly Szalai
- Montage : Róbert Maly
- Musique : Gábor Keresztes
- Pays d'origine : Hongrie
- Langue originale : hongrois
- Format : couleur
- Genre : dramatique
- Durée : 95 minutes
- Dates de sortie :
  - Italie : 6 septembre 2020 (Mostra de Venise - Venice Days)
  - Canada : 12 septembre 2020 (Festival international du film de Toronto)
  - Hongrie : 24 septembre 2020

## Distribution
- Natasa Stork : Vizy Márta
- Viktor Bodó : Drexler János
- Benett Vilmányi : Alex
- Zsolt Nagy : Kriván Barna
- Péter Tóth : le psychiatre
- Andor Lukáts : Dr. Fried
- Attila Mokos : Dr. Elkán
- Linda Moshier : Helen
- Júlia Ladányi : Fanni
- Balázs Veres : passager du tram (non crédité)

## Récompenses et distinctions
| Prix                                      | Date de la cérémonie | Catégorie                                                 | Destinataire (s)                                    | Résultat   | Ref(s) |
| ----------------------------------------- | -------------------- | --------------------------------------------------------- | --------------------------------------------------- | ---------- | ------ |
| Festival international du film de Chicago | 25 octobre 2020      | Prix Hugo d'or dans le concours des nouveaux réalisateurs | Lili Horvat                                         | Lauréat    | [ 3 ]  |
| Festival de cinéma européen des Arcs 2020 | 19 décembre 2020     | Prix d'interprétation féminine                            | Natasa Stork                                        | Lauréat    | [ 4 ]  |
| Film Independent's Spirit Awards          | 22 avril 2021        | Meilleur film international                               | Felkészülés meghatározatlan ideig tartó együttlétre | Nomination | [ 5 ]  |

## Accueil
L'agrégateur de critiques Rotten Tomatoes attribue au film un taux d'approbation de 88% basé sur 32 critiques, avec une note moyenne de 6,9 / 10. Le consensus des critiques du site Web se lit comme suit : « Son titre peut être difficile à manier, mais Felkészülés meghatározatlan ideig tartó együttlétre examine la nature de l'amour avec une clarté louable. ». Selon Metacritic, qui a échantillonné douze critiques et calculé un score moyen pondéré de 70 sur 100, le film a reçu « des critiques généralement favorables ».